# 垂憐經

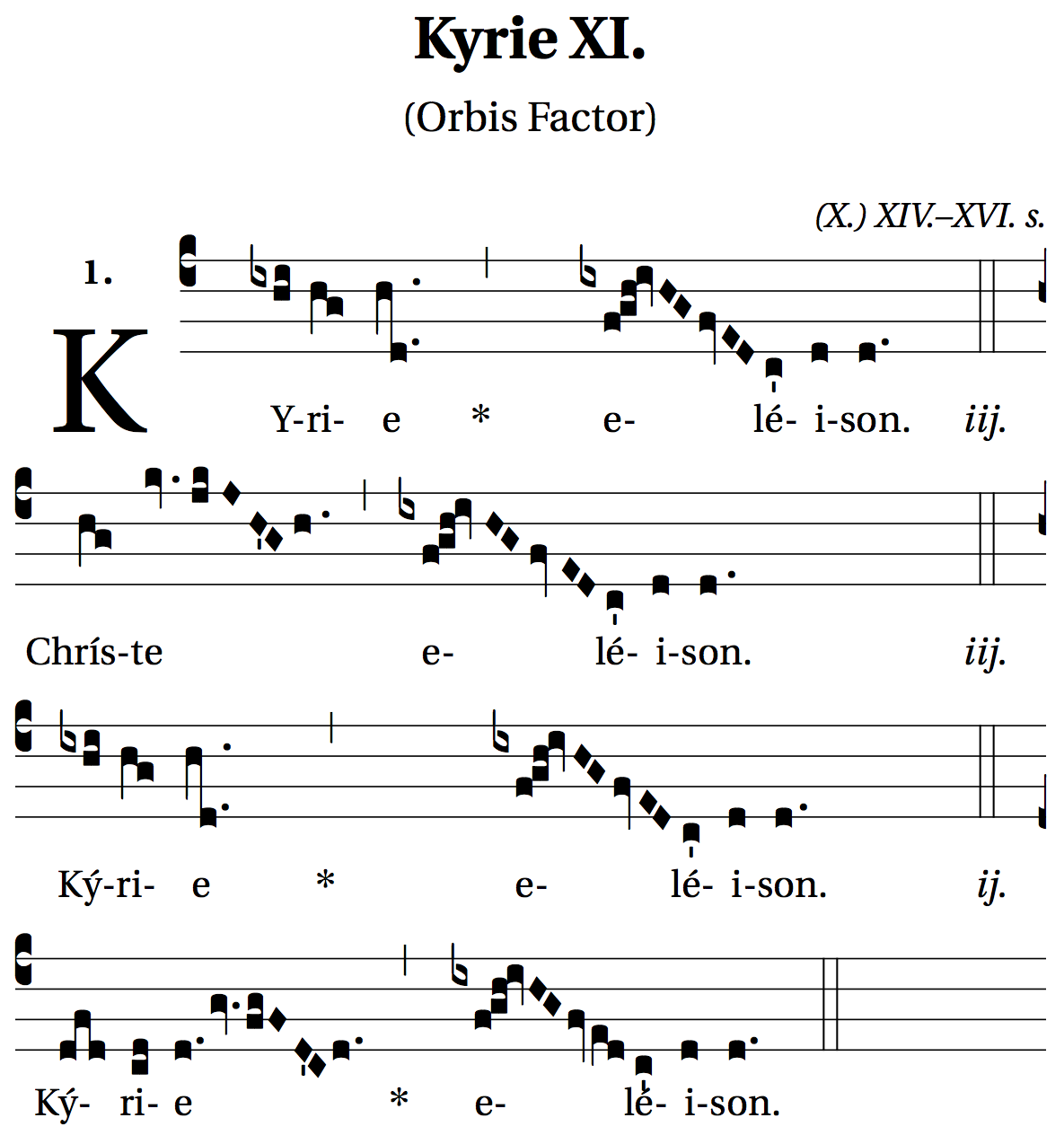
於常用歌集中收錄的其中一首垂憐經。

《垂憐經》（又譯憐憫頌，意即求主），是基督教用於禮拜儀式的一首詩歌，亦是一般彌撒曲中的第1個樂章。
全曲的歌詞只有三句，其中第一句和第三句是相同，而第二句亦只是把開始的“Kyrie”改為“Christe”，歌詞的搭配正正反映基督宗教中對祈禱的態度－先向上主承認自己的過往的過失並祈求得到寬恕。

## 背景
最早有文字記錄與《垂憐經》相近的內容，可以追溯到2世紀時希臘哲學家兼歷史學家阿里安，在他的《愛比克泰德的論證》（Discourses of Epictetus）中有提及過：「…我們祈求上主時，會請求主垂憐我們…」（《愛比克泰德的論證》II:7）。另外，在聖經的舊約及新約中也有提及類近的內容，例如詩篇、以賽亞書、馬太福音、馬可福音及路加福音等。雖然在用字上有所不同，但所含的意思卻是相同。
4世紀時，教會制定了《宗座憲令》，並將《垂憐經》確立並納入於禮儀當中，一直維持至今。最初《垂憐經》內的內容比現時的為長，直至教宗額我略一世在一次偶然的機會，聽到說希臘人做禮儀時，將《垂憐經》簡化為只講「Kyrie」和「eleison」時，覺得這樣的做法不錯，可以把咏唱的時間縮短以「放更多時間在祈禱上」，便提議先在平日的彌撒中引入簡短化的《垂憐經》，後來變成現時的模式。

## 演繹方式
在一般天主教會的彌撒中，《垂憐經》可以用頌唱的方法，或啟應方式來處理。如果是啟應方式，帶領者會先讀出第一句，會眾接著重複帶領者所讀出的內容，換而言之，每句經文啟應各讀一次，共兩次。至於頌唱形式，較常的做法是把每一句歌詞頌唱三次，每一次代表三位一體中的聖父、聖子和圣神。在《常用歌集》中，會於每一句的結尾以羅馬數字3“iij”標示（例如上圖）。除了三次之外，亦有頌唱兩次（配合啟應模式），對於一些較大規模的音樂型作品，重複的次數亦有所不同，但大前提是儘可能配合三位一體的概念，把重複次數控制在3的倍數為最佳。

## 經文

### 希臘文
-{Κύριε ἐλέησον

Χριστὲ ἐλέησον

Κύριε ἐλέησον}-

### 拉丁文
-{Kyrie eleison

Christe eleison

Kyrie eleison.}-

### 英文（天主教版本）
Lord, have mercy
Christ, have mercy
Lord, have mercy

### 英文（ 聖公會版本）
God, have mercy
Christ, have mercy
God, have mercy

### 中文（天主教版本）
上主，求你垂憐
基督，求你垂憐
上主，求你垂憐
- 舊版禮儀書多採用「祢」，但現代亦常以「你」替代。

### 中文（聖公會版本）
求主憐憫
求基督憐憫
求主憐憫